# Sanchuniathon
Sanchuniathon (altgriechisch Σαγχουνιάθων Sanchuniáthōn, phönizisch sknytn „Sakon hat gegeben“) war ein phönizischer Historiker, auf den sich der griechische Geschichtsschreiber Philon von Byblos in seiner Phönizischen Geschichte stützte.
Philon soll den ursprünglich phönizischen Text Sanchuniathons ins Griechische übersetzt und ihn so in der Phönizischen Geschichte verwendet haben. Das Werk Philons ist nur durch Zitate des spätantiken Kirchenvaters und Geschichtsschreibers Eusebius von Caesarea überliefert, der jedoch nicht Philon selbst zitiert, sondern aus dem vierten Buch von Gegen die Christen des Neuplatonikers Porphyrios. Diese Brüche in der Überlieferung führten zur Infragestellung der Historizität Sanchuniathons und der Glaubwürdigkeit der auf ihn gestützten Berichte. Nach der Entdeckung und im 20. Jahrhundert zunehmenden Erschließung der mythischen Texte aus Ugarit, in denen ähnliche Themen behandelt werden und die deshalb zur Verifizierung herangezogen werden konnten, gilt Sanchuniathon als verlässliche Quelle des Philon.

## Leben und Werk
Die Angaben über Sanchuniathons Leben sind zum Teil sagenhafter Natur, sodass sich ein möglicherweise historischer Kern nur schwer ausmachen lässt. Sanchuniathon soll in Berytos, Tyros oder Sidon gelebt haben. Er soll noch vor dem Trojanischen Krieg gelebt und sein Wissen von Hierombalos, einem Priester des Gottes Jeuo (altgriechisch Ἰευώ), erhalten haben. Dieses Wissen habe er mit Aufzeichnungen aus den Heiligtümern ergänzt, aufgeschrieben und einem ansonsten unbekannten König Abibalos von Berytos gewidmet.
Die überlieferten Inhalte geben in einer stark gräzisierten Form Auskunft über phönizische Vorstellungen von der Entstehung des Kosmos, der Tiere und der menschlichen Kultur. Es sind zudem Mythen über sich einander ablösende Göttergenerationen, die Vergöttlichung von Schlangen und den Ursprung von Menschenopfern erhalten.

## Nachleben
Der deutsche Schriftsteller Friedrich Wagenfeld veröffentlichte 1836 eine angeblich in einem portugiesischen Kloster gefundene Abschrift von Philons Übersetzung der phönizischen Geschichte Sanchuniathons. Einige Zeit lang ließen sich sogar renommierte Altertumsforscher von dieser Fälschung täuschen.